# Vincenzo Zucconelli
Vincenzo Zucconelli AFI: [vinˈtʃentso dzukkoˈnɛlli] (nascido em 3 de junho de 1931) é um ex-ciclista italiano que competia em provas de ciclismo de estrada. Foi profissional de 1954 a 1959.

## Carreira
Participou nos Jogos Olímpicos de 1952 em Helsinque, onde conquistou a medalha de prata na estrada por equipes, juntamente com Dino Bruni e Gianni Ghidini. No individual, foi o sexto. Como profissional, destaca uma vitória de etapa no Giro d'Italia 1955.